# Продавчиня фіалок
«Продавчиня фіалок» (ісп. La violetera) — італійсько-іспанський мелодраматичний музичний фільм 1958 року аргентинського режисера італійського походження Луїса Сезара Амадорі з Сарою Монтьєль, Рафом Валлоне та Робертом Пізані у головних ролях.
Один з найприбутковіших фільмів, що залишив знаковий слід у історії іспанського кінематографу і не сходив з афіш кінотеатрів протягом року та демонструвався на відкритих зовнішніх екранах кінотеатру Каяо на однойменній площі Мадрида.

## Сюжет
На початку 20 століття красива фіалкарка Соледад Морено (Сара Монтьєль) з кошиком фіалок перед входом до театру «Аполо» заробляє на життя. Під час суперечки з конкурентками, вона випадково обсипає квітами Фернандо (Раф Валлоне), молодого аристократа з вищих сфер Мадрида. Обидвоє закохуються, хоч Фернандо заручений з графинею Магдаленою (Ана Маріскаль). Життя Соледад змінюється, однак, коли Фернандо оголошує про свій намір одружитися з нею, роман стає суспільним скандалом.
Фернандо, щоб виконати волю свого загиблого брата, одружується з Магдаленою і його призначають послом південноамериканської країни. А яка доля Соледад ? …

## Ролі виконують
- Сара Монтьєль — Соледад Морено
- Раф Валлоне — Фернандо
- Франк Віярд[fr] — Анрі Ґарналь
- Томас Блянко[es] — Альфонсо
- Пастор Серрадор[es] — Карлос
- Робертом Пізані[fr] — маестро
- Ана Маріскаль[es] — графиня Магдалина

## Навколо фільму
- Фільм «Продавчиня фіалок» бере свій початок від знаменитої кабаретної пісні 1914 року іспанського композитора Хосе Падії Санчеса[es] (1889—1960) «Фіалкарка» (La Violetera), мелодія якої була використана у фільмах: Чарлі Чапліна «Вогні великого міста» (1931), Жана-Клода Трамонта[fr] «Цілі́сіньку ніч»[en] (1981) і Мартіна Бреста «Запах жінки» (1992).[3]
- З італійським режисером аргентинського походження Луїсом Сезаром Амадорі[es] кастильська співачка та акторка Сара Монтьєль працювала ще в двох художніх фільмах: Моє останнє танго[es] (1960) і «Гріх кохання» (1961).

## Нагороди
- 1958 Премія Національного союзу видовищ Іспанії (National Syndicate of Spectacle, Spain):
  - за найкращий фільм
  - за найкращу жіночу роль — Сара Монтьєль

- 1958 Нагорода Товариства кіносценаристів Іспанії[es]:[4]
  - Медаль Товариства кіносценаристів Іспанії за найкращу жіночу роль[es] — Сара Монтьєль